# Sitio de Jerusalén (637)
El sitio de Jerusalén fue un episodio del conflicto que enfrentó en el 637 al Imperio bizantino con el Califato ortodoxo. Comenzó cuando el ejército musulmán al mando de Abu Ubaidah emprendió el asedio de la ciudad en noviembre del 636. Tras seis meses de cerco, el patriarca Sofronio capituló, a condición de que la ciudad se entregase al califa en persona. En consecuencia, en abril del 637, el califa Omar acudió a la ciudad a recibir la rendición de la plaza de manos del patriarca.
La conquista musulmana de Jerusalén afianzó el dominio árabe de Israel, que no se vio amenazado hasta varios siglos después, por la primera cruzada (siglo XI). La ciudad devino un lugar sagrado para la nueva religión, como ya lo era para el judaísmo y el cristianismo. En el 613, la revuelta judía contra Heraclio había allanado la conquista de la ciudad por los sasánidas y había permitido a los hebreos obtener una cierta autonomía de estos, que concluyó cuando los persas se retiraron de la región quince años después, apenas una década antes de la invasión islámica.

## Antecedentes
Jerusalén era una población destacada de la provincia bizantina de Palestina Prima. Apenas veintitrés años antes de la conquista musulmana, en el 614, había sido tomada por un ejército sasánida al mando de Shahrbaraz, durante la última guerra entre bizantinos y sasánidas. Los persas saquearon la ciudad y se afirma que mataron a noventa mil cristianos que la habitaban. Durante el saqueo, el Santo Sepulcro fue destruido y los conquistadores se llevaron la Vera Cruz a Ctesifonte como trofeo. Tras la victoria final sobre los persas en el 628, Heraclio devolvió la reliquia a la ciudad. Se creía por entonces que los judíos, que sufrían persecución a manos de los romanos, habían ayudado a los persas durante la contienda.
Al fallecer Mahoma en el 632, la dirección de la comunidad musulmana pasó al califa Abu Bakr, tras una serie de campañas conocidas conjuntamente como guerras de la apostasía. Cuando Abu Bakr hubo aplastado las revueltas y asegurado el control de Arabia, emprendió la conquista de Irak, a la sazón provincia del Imperio sasánida, y de los territorios surorientales del Imperio bizantino.
En el 634, Abu Bakr murió y el poder en el islam pasó a Omar, que continuó las campañas de conquista de los imperios vecinos. En mayo del 636, el emperador Heraclio emprendió una gran expedición para tratar de recobrar las tierras perdidas, pero su ejército sufrió un descalabro trascendental en la batalla de Yarmuk en agosto. Poco después, a principios de octubre, Abu Ubaidah, el general en jefe musulmán en el Levante, convocó una reunión para decidir la siguiente empresa que sus fuerzas acometerían. Los asistentes disentían: unos preferían apoderarse de la ciudad costera de Cesarea y otros deseaban adueñarse de Jerusalén. Abu Ubaidah apreciaba el valor de las dos ciudades, que hasta entonces se les habían resistido, y no supo decidirse, por lo que solicitó instrucciones al califa. Este escogió Jerusalén; Abu Ubaidah se dirigió hacia ella desde Jabiya, precedido por Jálid ibn al-Walid y sus jinetes, que formaban la vanguardia. Las huestes musulmanas alcanzaron la ciudad hacia comienzos de noviembre y la guarnición se encastilló tras las murallas.

## Asedio
Jerusalén gozaba de buenas defensas, que habían sido restauradas después de que Heraclio la recuperase de los persas. Tras la derrota bizantina en Yarmuk, el patriarca de Jerusalén, Sofronio se apresuró a mandarlas reforzar. Hasta entonces, los musulmanes no habían tratado de tomar la plaza. Desde el 634, sin embargo, amenazaban los accesos a la ciudad. Aunque no estaba cercada, se hallaba en realidad medio asediada desde que los musulmanes se apoderaron de las cercanas Pela y Bosra. Después de la derrota de Yarmuk, la ciudad quedó aislada de Siria y posiblemente comenzó a prepararse para el inevitable asedio que sufriría antes o después. Cuando el ejército musulmán alcanzó Jericó, Sofronio reunió las reliquias sagradas, incluida la Vera Cruz, y las envió clandestinamente a la costa, para que fuesen transportadas a Constantinopla. A continuación, los musulmanes emprendieron el asedio de Jerusalén, en noviembre del 636. En vez de tratar de apoderarse de ella por asalto, decidieron apretar el cerco hasta que la escasez obligase a los defensores a claudicar.
Aunque se desconocen los pormenores del asedio, parece haber sido relativamente incruento. La guarnición bizantina no podía contar con auxilio alguno de las menguadas fuerzas de Heraclio. Después de cuatro meses de asedio, Sofronio se avino a rendir la plaza y pagar la jizya a condición de que fuese el propio califa quien firmase la capitulación y recibiese la rendición de la ciudad. Se cuenta que, cuando los musulmanes conocieron las condiciones impuestas por el patriarca, Shurahbil ibn Hassana, uno de los jefes militares que participaban en el cerco, sugirió no esperar a que Omar llegase desde Medina y hacer que Jalid ibn Walid se hiciese pasar por él, dado el parecido entre los dos. La treta, sin embargo, fracasó, quizá por la fama de Ibn Walid en el Levante o porque algunos árabes cristianos de Jerusalén conociesen tanto a este como al califa, por haber visitado Medina. En cualquier caso, la argucia hizo que Sofronio se negase a tratar con los sitiadores. En vista de ello, Abu Ubaidah se decidió por fin a escribir al califa, explicarle la situación e invitarle a acudir a recibir la rendición de la ciudad.

## Capitulación

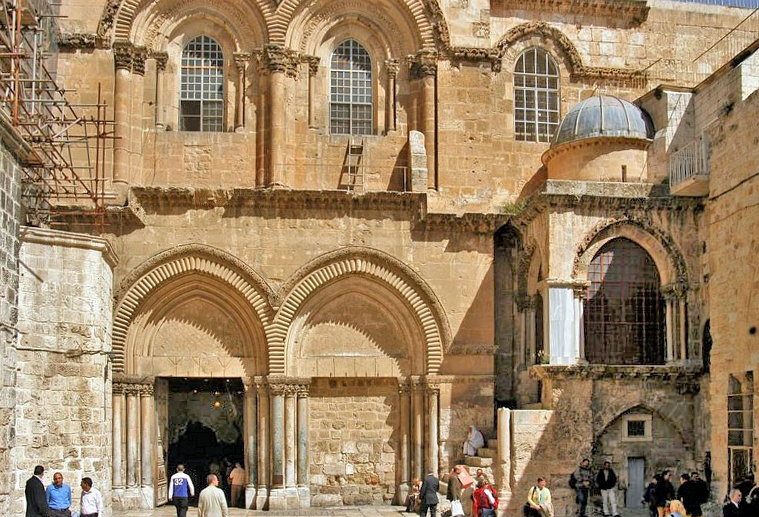
Aspecto moderno del Santo Sepulcro donde el patriarca Sofronio invitó al califa Omar a orar.

A principios de abril del 637, Omar llegó a Palestina y pasó primero por Jabiya, donde lo recibió Abu Ubaidah, ibn Walid y Yazid ibn Abu Sufyan que habían acudido con una escolta para presentarse ante el califa. Mientras, Amr ibn al-As quedó a cargo del asedio de Jerusalén.
El califa y el patriarca acordaron las condiciones de rendición. A cambio de capitular y pagar la yizia, los cristianos de la ciudad obtenían garantías de los musulmanes para ejercer sus derechos civiles y profesar su religión libremente. Por parte musulmana, los testigos del pacto fueron Jalid, Amr, Abdur Rahman bin Awf y Muawiya. A finales de abril del 637, Jerusalén se entregó oficialmente al califa. Tras casi quinientos años de opresivo gobierno romano, los judíos pudieron regresar a la ciudad y retomar el culto.
Según las crónicas musulmanas, el patriarca Sofronio invitó al califa a realizar el rezo del Dhuhr en el Santo Sepulcro, que había sido reconstruido. Omar rechazó el ofrecimiento, temiendo que si aceptaba los musulmanes podrían infringir el tratado y transformar la iglesia en mezquita una vez que hubiese rezado en ella el califa. Tras diez días de estancia en Jerusalén, el califa volvió a Medina.

## Consecuencias

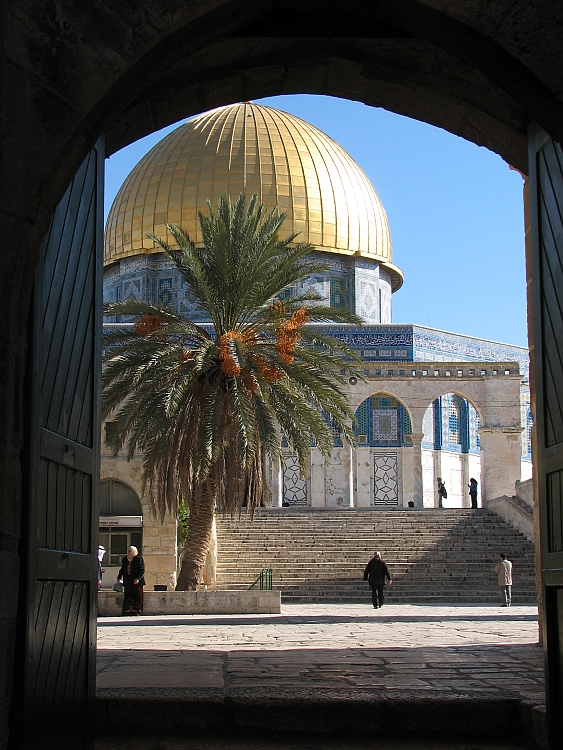
La Cúpula de la Roca, construida por el califa omeya Abd al-Malik en el 691.

Obedeciendo las instrucciones que había recibido del califa, Yazid marchó a Cesarea y la cercó. A su vez, Amr y Shurahbil continuaron la ocupación de Palestina, tarea que completaron a final de año. Cesarea, sin embargo, resistió hasta el 640, año en el que finalmente su guarnición se rindió a Muawiya, a la sazón gobernador musulmán del Levante. Abu Ubaidah y Jalid marcharon al frente de un ejército de diecisiete mil soldados a conquistar el norte de la región levantina. Su expedición concluyó con la conquista de Antioquía, a finales del 637. En el 639, los musulmanes invadieron también Egipto.
Durante su estancia en Jerusalén, el patriarca sirvió de guía al califa en la visita a distintos lugares santos, entre ellos el monte del Templo. Omar ordenó erigir una mezquita de madera en el solar donde antiguamente se alzaba el templo de Jerusalén, por entonces cubierto de escombros y basura. La primera mención a este edificio es la del obispo galo Arculfo, que visitó la ciudad entre el 679 y el 682; en su obra menciona un edificio de traza primitiva que permitía alojar a tres mil personas y que se había construido sobre las ruinas existentes, con vigas de madera y tablones.
Más de medio siglo después, en el 691, el califa omeya Abd al-Malik ordenó construir la Cúpula de la Roca en un saliente rocoso del monte del Templo. El historiador del siglo X al-Muqaddasi escribió que Abd al-Malik había erigido el santuario para competir en grandeza con las iglesias de la ciudad. Fuese así o no, el esplendor y el tamaño del monumento se cree que aumentaron el prestigio del islam en la ciudad.
Durante los siguientes cuatrocientos años, la ciudad fue perdiendo importancia, a causa de las rivalidades entre caudillos musulmanes que se disputaron el poder regional en esa época. Los musulmanes conservaron Jerusalén hasta que se la arrebataron los cruzados en el 1099, en la primera cruzada.